# San José de Upala
San José es un distrito del cantón de Upala, en la provincia de Alajuela, de Costa Rica.

## Geografía
San José cuenta con un área de 285,43 km² y una altitud media de 46 m s. n. m.

## Demografía
Para el año 2022, San José cuenta con una población estimada de 11 094 habitantes, y para el último censo efectuado, en 2011, San José contaba con una población de 7352 habitantes.

## Localidades
- Barrios: Camelias, Líbano (Finanzas), Nazareno.
- Poblados: Ángeles (parte), Betania, Caño Blanco, Cartagos Norte, Cartagos Sur, Copey (Santa Lucía), Delirio, Fátima, Jesús María, Linda Vista, Mango, Papagayo, Pinol, Pizotillo, Popoyuapa, Progreso, Pueblo Nuevo, San Bosco, San Pedro, San Ramón, Santa Clara Norte (parte), Unión, Valle, Valle Bonito, Victoria (parte), Villahermosa, Villanueva.

## Transporte

### Carreteras
Al distrito lo atraviesan las siguientes rutas nacionales de carretera:
- Ruta nacional 4
- Ruta nacional 170
- Ruta nacional 732
- Ruta nacional 735